# Néstor Almendros
Néstor Almendros, född 30 oktober 1930 i Barcelona, död 4 mars 1992 i New York, var en spansk filmfotograf. Han är en av världens högst ansedda filmfotografer - tre gånger nominerad och 1979 vinnare av Oscar för bästa foto.

## Biografi
Néstor Almendros flyttade från Spanien till Kuba vid 18 års ålder, dit hans Franco-kritiska far flytt. I Havanna startade han en filmklubb och skrev filmrecensioner. Han reste sedan till Rom där han studerade på Centro Sperimentale. Han regisserade sex kortfilmer på Kuba och två i New York. Efter revolutionen på Kuba 1959 återvände han till Spanien och gjorde där flera dokumentärer för Castroregimen, men efter att två av hans kortfilmer (Gente En La Playa och La Tumba Francesa) förbjudits visning flyttade han till Paris. I Paris blev han en del av den nya franska filmvågen. Under 1960- och 1970-talen arbetade han återkommande med regissörerna Éric Rohmer och François Truffaut. 1980 vann han det franska filmpriset César för bästa filmfoto.
1978 kom Néstor Almendros till Hollywood och fotograferade Terrence Malicks episka drama Himmelska dagar (Days of Heaven), för vilken han tilldelades en Oscar för bästa foto. I USA under 1980-talet samarbetade han bland annat med Mike Nichols, Robert Benton och Alan J. Pakula. 
På äldre dar regisserade Almendros två dokumentärer som pekade på bristerna av de mänskliga rättigheterna på Kuba: Mauvaise Conduite (om förföljelsen av homosexuella) och Nobody Listened. Han gjorde flera ansedda reklamfilmer för Giorgio Armani och Calvin Klein. Almendros dog i sviterna av aids, i New York, 61 år gammal. 
Human Rights Watch International har namngett ett pris efter honom, som delas ut varje år på HRW Film Festival.

## Filmografi i urval
- 1967 – Samlerskan
- 1969 – Min natt med Maud
- 1969 – More
- 1970 – Claires knä
- 1970 – Vilden
- 1970 – Älskar – älskar inte
- 1971 – Två systrar och Claude
- 1972 – Kärlek på eftermiddagen
- 1974 – Cockfighter
- 1975 – Berättelsen om Adèle H.
- 1976 – Markisinnan von O...
- 1977 – Mannen som älskade kvinnor
- 1978 – Himmelska dagar
- 1978 – Häng inte här Henry Moon
- 1978 – La Chambre verte
- 1979 – Kramer mot Kramer
- 1979 – Kärlek på flykt
- 1980 – Den blå lagunen
- 1980 – Sista tåget
- 1982 – Sophies val
- 1982 – Tyst som natten
- 1983 – Pauline på stranden
- 1983 – Äntligen söndag!
- 1984 – En plats i mitt hjärta
- 1986 – I lust och nöd
- 1987 – Nadine - skottsäker kärlek
- 1988 – Imagine: John Lennon
- 1989 – New York Stories
- 1991 – Billy Bathgate